# Osmaci (Kalesija)
Pour l’article homonyme, voir Osmaci.
Osmaci (en serbe cyrillique : Осмаци) est un village de Bosnie-Herzégovine. Il est situé dans la municipalité de Kalesija, dans le canton de Tuzla et dans la fédération de Bosnie-et-Herzégovine. Selon les premiers résultats du recensement bosnien de 2013, il ne compte plus aucun habitant.
Avant la guerre de Bosnie-Herzégovine, le village faisait entièrement partie de la municipalité de Kalesija ; à la suite des accords de Dayton (1991), une portion de son territoire a été rattachée à la municipalité d'Osmaci nouvellement créée et intégrée à la république serbe de Bosnie. Le village est devenu le centre administratif de cette nouvelle municipalité.

## Démographie

### Évolution historique de la population
| 1948 | 1953 | 1961 | 1971 | 1981 | 1991 | 2013 |
| ---- | ---- | ---- | ---- | ---- | ---- | ---- |
| -    | -    | 872  | 800  | 706  | 234  | 0    |

|  |